# Pseudomyrmex antiquus
Pseudomyrmex antiquus är en myrart som beskrevs av Ward 1992. Pseudomyrmex antiquus ingår i släktet Pseudomyrmex och familjen myror. Inga underarter finns listade i Catalogue of Life.